# Panayappan Sethuraman
Panayappan Sethuraman, noto anche come S. P. Sethuraman (Madras, 25 febbraio 1993), è uno scacchista indiano.
È diventato Grande maestro nel 2011, all'età di 18 anni.
Nel 2014 rappresenta l'India in seconda scacchiera alle Olimpiadi di Tromsø. Ha realizzato +5 =5 –0, contribuendo alla medaglia di bronzo della squadra indiana. Nel dicembre dello stesso anno vince a Kottayam il Campionato indiano. 
Nel 2016 vince il campionato asiatico a Tashkent.
Ha raggiunto il massimo rating FIDE nel settembre 2018, con 2673 punti Elo, numero 69 al mondo e quarto tra i giocatori indiani.

## Carriera
- 2004:  primo nel campionato asiatico U12 di Singapore;[5]
- 2007:  secondo nel campionato asiatico U14 di al-'Ayn, dietro a Saleh Salem;
- 2008:  secondo nel Campionato del mondo U16 di Vũng Tàu;[6]
- 2009:  primo nel campionato del mondo U16 di Adalia; secondo nel Parsvnath Open di Nuova Delhi;
- 2010:  pari primo con Deep Sengupta a Leida;
- 2012:  pari secondo con Branko Damljanović a Kavala, dietro a Abhijeet Gupta
- 2014:  secondo a Basilea, dietro a Radosław Wojtaszek;
- 2013:  pari primo con Ivan Popov a Hyderabad;
- 2015:  in gennaio vince la Nord-West Cup di Bad Zwischenahn;
- 2019:  in giugno a Xingtai si classifica terzo nel Campionato asiatico individuale con 6,5 punti su 9.[7]
- 2023:  in febbraio vince il Torneo open di Cappelle-la-Grande con 7,5 punti su 9, superando per spareggio tecnico il connazionale Harsha Bharathakoti. [8]